# Akelarre (película de 2020)
Akelarre es una película dirigida por Pablo Agüero y estrenada en 2020 sobre la brujería como representación de los tabúes y represión del sentido lúdico de la vida.
La coproducción entre España, Argentina y Francia contó con un presupuesto de unos 2 millones y medio de euros, de los cuales 200.000 fueron de las ayudas generales del Estado a las producciones de largometrajes. En cuanto a la recaudación, la película se proyectó durante 24 semanas desde el 2 de octubre de 2020 hasta el 14 de marzo de 2021. Durante esas proyecciones, un total de 55.065 personas vieron la película, generando una recaudación de 311.592 euros.

## Sinopsis
En 1609 en las provincias vascas de la Francia Borbónica, en el reinado del Rey Enrique IV de Borbón, un quinteto de muchachas son arrestadas por la Inquisición bajo el cargo de brujería debido a los rumores y avistamientos sobre la actividad de las jóvenes en el bosque a altas horas de la noche. La unión del grupo de mujeres acusadas será la clave de la defensa de sus derechos.

## Reparto
- Amaia Aberasturi como Ana
- Àlex Brendemühl como Rostegui[6]
- Daniel Fanego como Consejero
- Garazi Urkola como Katalin
- Yune Nogueiras como María
- Jone Laspiur como Maider
- Irati Saez de Urabain como Olaia
- Lorea Ibarra como Oneka
- Asier Oruesagasti como Padre Cristóbal
- Elena Uriz como Lara
- Daniel Chamorro como cirujano
- Iñigo de la Iglesia como Sargento

## Producción
La ambientación de la película en el siglo XVII, el uso de los temas feministas, así como la interpretación de los aquelarres, fueron utilizados como resultado de una amplia investigación e influencias de diferentes culturas para hacer una representación de la represión que enfrentaron varios poblados de Europa.
La historia se inspira en las notas escritas por Pierre de Lancre después de visitar en 1609 el país vasco francés. Según el director Pablo Agüero, la película “es fruto de una larga investigación. A partir del libro de Pierre de Rosteguy de Lancre (inquisidor francés autor en 1609 de Tratado de brujería vasca: descripción de la inconstancia de los malos ángeles y demonios), que retrataba a la bruja como una mujer revolucionaria, fui llegando a la singular historia del pueblo vasco, que, al contrario que los bretones o cátaros, resistió”.

## Premios y nominaciones
Akelarre obtuvo el premio del Arte Kino International Prize del VI Foro de Coproducción Europa-América Latina en 2017 como proyecto ganador. La película fue seleccionada en 2020 para el Festival Internacional de Cine de San Sebastián.
En la ceremonia de los Premios Goya 2021 obtuvo 8 nominaciones, de los que obtuvo 5 galardones, siendo la cinta más premiada esa edición:
- Mejor dirección artística (Mikel Serrano)
- Mejores efectos especiales (Mariano García y Ana Rubio)
- Mejor música original (Aránzazu Calleja y Maite Arroitajauregi)
- Mejor diseño de vestuario (Nerea Torrijos)
- Mejor maquillaje y peluquería (Beata Wojtowicz y Ricardo Molina)

## Distribución
Tras dejar de proyectarse en cines, la plataforma de streaming Netflix compró los derechos de la película para añadirla a su catálogo, llegando esta a posicionarse como tercera película más popular de la plataforma durante una temporada.